# Gabriel Martínez Surinyac
Gabriel Martínez Surinyac   (Sabadell, 12 d'abril de 1957) és un escriptor i doctor en Ciències de la Comunicació. El 2017 va guanyar el Premi de Novel·la Valldaura-Memorial Pere Calders amb la novel·la El Foraster del Congost.

## Obres publicades
- El Foraster del Congost (Servei de Publicacions de la Universitat Autònoma de Barcelona, 2017). Guanyadora del XXIII Premi de Novel·la Valldaura-Memorial Pere Calders.
- Viatge a la Batalla de l'Ebre (Narrativa, 2005)
- El Guió del Guionista (Cims, 1999)